# Taborda (Tomiño)
Taborda (oficialmente San Miguel de Taborda) es una parroquia española del municipio de Tomiño, perteneciente a la provincia de Pontevedra, en la comunidad autónoma de Galicia.

## Historia
Hacia mediados del siglo XIX, el lugar, ya por entonces perteneciente a Tomiño, tenía contabilizada una población de 439 habitantes. Aparece descrito en el decimocuarto volumen del Diccionario geográfico-estadístico-histórico de España y sus posesiones de Ultramar de Pascual Madoz con las siguientes palabras:

TABORDA (San Miguel): felig. en la prov. de Pontevedra (8 leg.), part. jud. y dióc. de Tuy (1 1/4), ayunt. de Tomiño. sit. al O. de la cap. del part. é inmediaciones del riach. Faya, afluente del Miño: clima templado y sano. Tiene 112 casas en los l. de Chan y Puente. La igl. parr. (San Miguel) está servida por un cura de entrada y patronato de la casa de los Troncosos de Picoña. Confina N. Piñeiro; E. Sobrada; S. Amorin, y Vilamean. El terreno es de buena calidad, y le bañan el indicado riach. hácia el E., y el de Forcadela por O., el cual tambien confluye en el Miño. prod.: trigo, maiz, centeno, legumbres, patatas, vino y frutas; hay ganado vacuno y lanar; caza de liebres, conejos y volateria. pobl.: 112 vec., 439 alm. contr.: con su ayunt. (V.).
(Madoz, 1849, p. 547)

En 2022, tenía empadronados 503 habitantes.